# 浦賀村
浦賀村（うらがむら）は、千葉県海上郡に存在した村。
村名は浦賀神社に由来する。旭市の地名として現存する。現在では合併後の「矢指」の名が用いられることが多く、ほとんどその名をとどめていない。合併後の浦賀村（2代目）については矢指村の項で記す。

## 地理
- 現在の旭市、旧旭市の南部に位置する。
- 村には九十九里浜があり、太平洋に面している。
- 村のほとんどは平地である。

## 歴史
- 1889年（明治22年）4月1日 - 町村制施行に伴い、椎名内村、野中村、東足洗村、西足洗村が合併して発足。
- 1914年（大正3年）12月12日 - 足川村と合併し、改めて浦賀村を新設。

| 1868年 以前 | 1868年 以前 | 明治22年 4月1日 | 大正3年 12月12日 | 大正4年 10月1日 | 昭和29年 | 昭和29年 | 現在 |
| 1868年 以前 | 1868年 以前 | 明治22年 4月1日 | 大正3年 12月12日 | 大正4年 10月1日 | 2月11日  | 7月1日   | 現在 |
| ----------- | ----------- | --------------- | ---------------- | --------------- | -------- | -------- | ---- |
|             | 椎名内村    | 浦賀村          | 浦賀村           | 矢指村 に改称   | 旭町     | 市制     | 旭市 |
|             | 野中村      | 浦賀村          | 浦賀村           | 矢指村 に改称   | 旭町     | 市制     | 旭市 |
|             | 東足洗村    | 浦賀村          | 浦賀村           | 矢指村 に改称   | 旭町     | 市制     | 旭市 |
|             | 西足洗村    | 浦賀村          | 浦賀村           | 矢指村 に改称   | 旭町     | 市制     | 旭市 |

## 人口
総数 [単位： 人]
| 1891年（明治24年） | 3,233 |
| 1903年（明治36年） | 3,988 |
| 1907年（明治40年） | 3,745 |
| 1912年（大正元年） | 3,198 |